# Lễ cơm mới (người M'Nông)
Lễ cơm mới M'Nông là một nghi lễ của dân tộc M'Nông, Tây Nguyên, Việt Nam. Trước đây, người M'Nông sống dựa vào nương rẫy, chăn nuôi và săn bắt thú rừng, chim cá, trong đó nguồn sống vẫn chủ yếu dựa vào cây lúa rẫy.

## Thời gian
Tháng sáu và tháng bảy là những tháng giáp hạt, thiếu đói, người M'Nông dựa vào thức ăn hái lượm, săn bắt. Sau hai tháng chỉ ăn củ mài, trái dẻ thì đến đầu tháng tám lúa rẫy bắt đầu chín, dù chưa ăn bụng đã thấy no. Đó là lúc bà con tuốt lúa về ăn cơm mới. 

## Chuẩn bị
Phong tục này đã có từ lâu, đã được nhắc nhở bằng câu ca dao: "Saba m'he ran tuih ran sung" (ăn cơm mới phải cúng ơn dao, rìu).
Họ tuốt lúa khi vừa chín vàng, hay còn một chút màu xanh, luộc chín rồi phơi khô. Loại lúa này khi giã hạt gạo hơi nát nhưng hương vị thơm ngon. Bữa ăn cơm mới đầu tiên không nấu canh rau bầu bí, phải ăn những thức ăn "đặc sản" như chim, cá, gà, lợn và mời đông đủ bà con xóm làng tới dự. Đặc biệt, phải có ché rượu ủ gạo thật ngon để cúng thần lúa. Rượu thịt đầy đủ, tươm tất để bù đắp thời gian thiếu ăn phải lặn lội vào rừng tìm trái dẻ, đào củ mài.

## Phần lễ ăn gạo
Thường tổ chức vào bữa ăn tối. Chủ nhà lo nấu một nồi cơm thật to, cứ tính mỗi hộ được mời phải được ăn một chén bầu (khoảng hai bò gạo). Trong làng có bao nhiêu hộ thì chủ nhà phải mời cho hết, vì nhớ ơn khi làm rẫy, làm nương nhờ bà con giúp đỡ mới có kết quả. Mời bà con ăn bữa cơm gạo mới để tỏ lòng biết ơn đã giúp gia đình khi trỉa lúa, dọn cỏ, tuốt lúa.
Khi bà con đã đến đông đủ, chủ nhà bưng một ché rượu đổ nước sẵn, hút ra một ít rượu đầu để cúng cơm, sau đó giết một con gà to lấy huyết bỏ vào chén bầu, hòa với rượu cần rồi đặt lên một cái nia ở trên sạp giường - nơi dọn cơm đãi khách. Dùng lá chuối tươi lót trên nia, đổ cơm, thịt gà vào và lấy một tô gạo có cắm đèn sáp ong, để cúng. Tất cả dụng cụ sản xuất có trong nhà như dao, rựa, rìu, cào cỏ... đều mang ra bỏ trên cái nia. Chủ nhà đặt trên lưỡi những dụng cụ đó một ít cơm, huyết lợn, huyết gà, rượu cần tỏ ý thết đãi để đền ơn dụng cụ trước khi con người được ăn cơm mới. Có dụng cụ mới có nương rẫy xanh tươi, mang lại cuộc sống ấm no, do đó, dụng cụ lao động "ăn" trước, người ăn sau. Lúc đó thì chủ nhà và bà con tham dự khấn vái:
Nay ta cho rựa, dao, cào, rìu ăn cơm mới, hãy ăn cho thật no cứng
Khi ta sử dụng, chặt đá không mẻ, chặt cây không méo
Sang năm mới thu hoạch lúa nhiều hơn
Khấn vái xong, chủ nhà dọn cơm và thức ăn trên lá chuối tươi rồi mời bà con cùng ăn. Mỗi hộ thường chỉ một người thay mặt đến "dự bữa". Những người không đi, chủ nhà lấy cho mỗi hộ một bầu cơm to và một ít thịt, cá gửi mang về làm quà để ai cũng được hưởng kết quả lao động. Ăn xong, chủ nhà mời bà con uống rượu cần. Trước khi uống rượu, chủ nhà lấy chút rượu cần và huyết gà phết vào kho lúa, bàn thờ, đá bếp để tạ ơn thần linh đã phù hộ cho gia đình trong năm qua.